# Formón

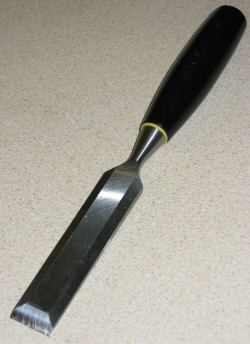
Formón.

El formón o escoplo es una herramienta manual de corte libre utilizada en carpintería. Se compone de una hoja de hierro acerado, de entre 4 y 40 milímetros de ancho, con una boca formada por un bisel en un extremo y mango en el otro. Su longitud de mango a punta es de 20 centímetros aproximadamente. El ángulo del filo oscila entre los 25 y los 40 grados, dependiendo del tipo de madera a trabajar: para madera blanda se usa un menor ángulo; para madera dura, un ángulo mayor.
Los formones son diseñados para realizar cortes, muescas, rebajes y trabajos artesanos artísticos de sobrerrelieve en madera. Se trabaja con la fuerza de las manos o mediante la utilización de una maza para golpear la cabeza del formón.